# Христос в родительском доме
«Христос в родительском доме» (англ. Christ in the House of His Parents) или «Христос в плотницкой мастерской» — картина английского художника Джона Эверетта Милле, созданная в 1850 году и в том же году появившаяся на выставке в Королевской Академии художеств. В своё время это полотно вызвало большой резонанс в обществе и подверглось резкой критике за излишний реализм.

## Сюжет
Милле изобразил эпизод из детства Иисуса Христа: на переднем плане картины, рядом с плотницким столом, стоит на коленях Богородица. Она с состраданием и болью смотрит на Сына. Мальчик, жалуясь, показывает Ей рану на руке, похожую на стигму. Очевидно, Он поранился гвоздём, который святая Анна выдергивает из стола с помощью щипцов. За столом Иосиф занят работой со своими помощниками. Юный Иоанн Креститель подносит Христу чашу с водой. На полу мастерской валяются свежие стружки, за дверью в загоне толпятся овцы.

## Описание картины
Это одна из немногих религиозных картин Милле, и она, в соответствии с идеологией прерафаэлитизма, проста и натуралистична, но при этом полна символов. Рана на ладони маленького Иисуса, капля крови на стопе и гвозди обозначают Распятие, чаша воды — прообраз будущего Крещения Христа. На заднем плане стоит лестница — намек на лестницу Иакова, а голубь, сидящий на ней, видимо, обозначает Святой дух, треугольник на стене символизирует Троицу, овцы на заднем плане — невинную жертву.
Прослеживается влияние Холмана Ханта и его картины «Английское семейство, обращённое в христианство, защищает проповедника этой религии от преследования друидов» (1849—50).

## Критика
Традиционную библейскую сцену художник изображает как картинку из реальной жизни. Фигуру плотника и всю обстановку комнаты Милле писал в настоящей плотницкой мастерской, а голову плотника — со своего отца.
Публике не понравилось, что художник изобразил Святое семейство как обыкновенных «людей труда». Чарльз Диккенс в своём периодическом издании «Домашнее чтение» назвал картину «низкой, гнусной, омерзительной и отталкивающей», а в газете «Таймс» её окрестили как «возмутительную», «отталкивающую» и назвали «бунтом в искусстве». Критиковали также изображение Иисуса, который представлен как «рыжеволосый еврейский паренёк». В конечном итоге королева Виктория попросила доставить картину в Букингемский дворец, чтобы она сама могла изучить её.
В защиту прерафаэлитов на страницах «Таймс» выступил Джон Рёскин. Это послужило началом долгого сотрудничества между художественным критиком и прерафаэлитами.
Впоследствии Милле изменил название картины — она стала называться «Плотницкая мастерская», что совершенно не соответствовало первоначальному замыслу.